# William Oughtred
William Oughtred (5 de marzo de 1574-30 de junio de 1660) fue un clérigo anglicano y matemático británico. También fue un matemático muy destacado. También introdujo el símbolo "×" para la multiplicación inspirada en la Cruz de San Andrés y las abreviaturas "sin" y "cos" para las funciones seno y coseno además de ser el creador de las reglas rectas y circulares.

## Obra
Su obra más importante se centra en las investigaciones matemáticas sobre el álgebra y la aritmética. Las obras más destacadas de Oughtred son:
- Clavis Mathematicae (1631) reeditado en latín en 1648, 1652, 1667, 1693; primera edición inglesa 1647.
- Circles of Proportion and the Horizontal Instrument (1632); editado por su discípulo William Oughtred.
- Trigonometría with Cañones sinuum (1657).